# Quatre sans barreur féminin aux Jeux olympiques d'été de 2020
Navigation
Barcelone 1992 Paris 2024
L'épreuve féminine du Quatre sans barreur des Jeux olympiques d'été de 2020 de Tokyo a lieu au Sea Forest Waterway (en) du 24 au 28 juillet 2021.

## Programme
Les horaires sont à l'heure de Tokyo (UTC+09:00).
| Date                     | Heure   | Tour              |
| ------------------------ | ------- | ----------------- |
| Samedi 24 juillet 2021   | 11 h 20 | Séries            |
| Dimanche 25 juillet 2021 | 13 h 00 | Repêchage         |
| Mercredi 28 juillet 2021 | 8 h 30  | Finale B Finale A |

## Résultats

### Séries
Les deux premières embarcations de chaque série sont qualifiées pour la finale A, les autres vont en repêchage.

#### Série 1
| Rang | Couloir | Rameur                                                             | Pays            | Temps         | Notes |
| ---- | ------- | ------------------------------------------------------------------ | --------------- | ------------- | ----- |
| 1    | 4       | Ellen Hogerwerf Karolien Florijn Ymkje Clevering Veronique Meester | Pays-Bas        | 6 min 33 s 47 | QA    |
| 2    | 3       | Xinyu Lin Fei Wang Miaomiao Qin Shiyu Lu                           | Chine           | 6 min 38 s 54 | R     |
| 3    | 1       | Jennifer Martins Kristina Walker Nicole Hare Stephanie Grauer      | Canada          | 6 min 40 s 07 | R     |
| 4    | 2       | Rowan McKellar Kristina Walker Karen Bennett Rebecca Shorten       | Grande-Bretagne | 6 min 41 s 02 | R     |
| 5    | 5       | Maria Wierzbowska Olga Michałkiewicz Monika Chabel Joanna Dittmann | Pologne         | 6 min 48 s 33 | R     |

#### Série 2
| Rang | Couloir | Rameur                                                                             | Pays       | Temps         | Notes |
| ---- | ------- | ---------------------------------------------------------------------------------- | ---------- | ------------- | ----- |
| 1    | 1       | Lucy Stephan Rosemary Popa Jessica Morrison Annabelle McIntyre                     | Australie  | 6 min 28 s 76 | QA    |
| 2    | 2       | Aifric Keogh Eimear Lambe Fiona Murtagh Emily Hegarty                              | Irlande    | 6 min 28 s 99 | QA    |
| 3    | 3       | Madalina Heghes Elena Logofatu Cristina Popescu Roxana Anghel                      | Roumanie   | 6 min 40 s 02 | R     |
| 4    | 5       | Madeleine Wanamaker Claire Collins Kendall Chase Grace Luczak                      | États-Unis | 6 min 43 s 80 | R     |
| 5    | 4       | Trine Dahl Pedersen Christina Johansen Frida Sanggaard Nielsen Ida Geortz Jacobsen | Danemark   | 6 min 50 s 15 | R     |

### Repêchage
Les deux premières embarcations de chaque série de repêchages se qualifient pour la finale A, les autres vont en finale B.
| Rang | Couloir | Rameur                                                                             | Pays            | Temps         | Notes |
| ---- | ------- | ---------------------------------------------------------------------------------- | --------------- | ------------- | ----- |
| 1    | 2       | Rowan McKellar Kristina Walker Karen Bennett Rebecca Shorten                       | Grande-Bretagne | 6 min 46 s 20 | QA    |
| 2    | 1       | Maria Wierzbowska Olga Michałkiewicz Monika Chabel Joanna Dittmann                 | Pologne         | 6 min 46 s 57 | QA    |
| 3    | 4       | Madalina Heghes Elena Logofatu Cristina Popescu Roxana Anghel                      | Roumanie        | 6 min 47 s 38 | QB    |
| 4    | 3       | Jennifer Martins Kristina Walker Nicole Hare Stephanie Grauer                      | Canada          | 6 min 51 s 71 | QB    |
| 5    | 5       | Madeleine Wanamaker Claire Collins Kendall Chase Grace Luczak                      | États-Unis      | 6 min 53 s 26 | QB    |
| 6    | 6       | Trine Dahl Pedersen Christina Johansen Frida Sanggaard Nielsen Ida Geortz Jacobsen | Danemark        | 7 min 01 s 17 | QB    |

### Finales

#### Finale A
| Rang                                | Couloir | Rameur                                                             | Pays            | Temps         | Notes |
| ----------------------------------- | ------- | ------------------------------------------------------------------ | --------------- | ------------- | ----- |
| Médaille d'or, Jeux olympiques      | 3       | Lucy Stephan Rosemary Popa Jessica Morrison Annabelle McIntyre     | Australie       | 6 min 15 s 37 | OB    |
| Médaille d'argent, Jeux olympiques  | 4       | Ellen Hogerwerf Karolien Florijn Ymkje Clevering Veronique Meester | Pays-Bas        | 6 min 15 s 71 |       |
| Médaille de bronze, Jeux olympiques | 2       | Aifric Keogh Eimear Lambe Fiona Murtagh Emily Hegarty              | Irlande         | 6 min 20 s 46 |       |
| 4                                   | 1       | Rowan McKellar Kristina Walker Karen Bennett Rebecca Shorten       | Grande-Bretagne | 6 min 21 s 52 |       |
| 5                                   | 5       | Xinyu Lin Fei Wang Miaomiao Qin Shiyu Lu                           | Chine           | 6 min 25 s 13 |       |
| 6                                   | 6       | Maria Wierzbowska Olga Michałkiewicz Monika Chabel Joanna Dittmann | Pologne         | 6 min 29 s 95 |       |

#### Finale B
| Rang | Couloir | Rameur                                                                             | Pays       | Temps         |
| ---- | ------- | ---------------------------------------------------------------------------------- | ---------- | ------------- |
| 1    | 1       | Madeleine Wanamaker Claire Collins Kendall Chase Grace Luczak                      | États-Unis | 6 min 33 s 65 |
| 2    | 4       | Trine Dahl Pedersen Christina Johansen Frida Sanggaard Nielsen Ida Geortz Jacobsen | Danemark   | 6 min 34 s 72 |
| 3    | 2       | Madalina Heghes Elena Logofatu Cristina Popescu Roxana Anghel                      | Roumanie   | 6 min 35 s 12 |
| 4    | 3       | Jennifer Martins Kristina Walker Nicole Hare Stephanie Grauer                      | Canada     | 6 min 35 s 13 |